# Magdalena Bujak-Lenczowska
Magdalena Bujak-Lenczowska (ur. 8 października 1935 w Warszawie) – polska biegaczka narciarska, medalistka mistrzostw Polski i Zimowej Uniwersjady (1962).

## Kariera sportowa
W latach 1952–1962 była zawodniczką AZS Zakopane. Jej największym sukcesem w karierze był srebrny medal Zimowej Uniwersjady w 1962 w sztafecie 3 × 5 km (ze Stefanią Biegun i Weroniką Stempak). Dwukrotnie zdobyła brązowy medal mistrzostw Polski w sztafecie 3 × 5 km (1957, 1960).
W 1958 ukończyła studia na Wydziale Budownictwa Wodnego Politechniki Krakowskiej, następnie pracowała m.in. jako inspektor nadzoru na budowach zapór wodnych.
Jej ojcem był Jakub Bujak, a dziadkiem historyk Franciszek Bujak.